# Argina pardalina
Argina pardalina är en fjärilsart som beskrevs av Walker 1864. Argina pardalina ingår i släktet Argina och familjen björnspinnare. Inga underarter finns listade i Catalogue of Life.